# Товарищество Московского металлического завода
Товарищество Московского металлического завода — металлообрабатывающий завод в Москве.
Товарищество было в металлообрабатывающей промышленности среди ведущих фирм Российской империи.

## Историческое расположение
Главное здание товарищества находилось у Рогожской заставы. Андроньевский металлический завод находился за заставой. Контора по продаже располагалась на Мясницкой улице.

## История
Товарищество Московского металлического завода создано в 1883 году Ю. П. Гужоном и торговыми домами «Вогау и Ко» и «Арманд с сыновьями». Гужон владел наибольшим количеством паёв. В правление работали: Ю. П. Гужон, Г. М. Марк, Ф. К. Шотт и примкнувший к ним Н. Ф. Киршбаум в 1913 году. В 1884 году возведён Андроньевский металлический завод в Москве, дающий металл и его производные Бабьегорскому металлической фабрике, хозяин который Гужон. Здесь были производства: прокатное, тянульное и гвоздильное. Железо выплавляли пудлингованием. Товарищество также имело в распоряжении: железные рудники под Тулой и Колпинский завод, взятый в аренду, под Владимиром. В 1884 году было 200 рабочих. В 1885 году Андроньевский завод сильно пострадал от пожара, благодаря страховке был построен вновь. С 1890 года по 1892 год для завода созданы две мартеновских печи. Они применялись в производстве, вместо пудлингования. Также стали выплавлять сталь. Для производства импортировали чугун с Урала и Донбасский уголь. С 1902 года по 1908 год товарищство было в монополии «Гвоздь». С 1908 года в «Проволока». С 1909 года по 1910 год производилась реконструкция. Энергию завод брал с нефтяных и электрических двигателей. В 1908 году их мощность составила 5,7 тысяч лошадиных сил. В 1916 году 3,2 тысяч рабочих. В 1917 году в состав товарищества входили 9 цехов: мартеновский с 6 печами, прокатный, гвоздильный, волочильный, канатный, листопрокатный, болтовой, ремонтно-механический, металлических конструкций. В Первую мировую войну получал заказы на фронт. В 1918 году национализирован и преобразован в Московский металлургический завод «Серп и Молот».

## Награды
В 1900 году получило золотую медаль за продукцию на Всемирной выставке в Париже.